# Paratrichius nicoudi
Paratrichius nicoudi är en skalbaggsart som beskrevs av Thierry Bourgoin 1920. Paratrichius nicoudi ingår i släktet Paratrichius och familjen Cetoniidae. Inga underarter finns listade i Catalogue of Life.